# Gustav Sorge
Pour les articles homonymes, voir Sorge.
Gustav Hermann Sorge (né le 24 avril 1911 à Roniken dans la province de Posnanie et mort le 3 octobre 1978 en prison à Bochum) était un SS-Hauptscharführer allemand et un criminel de guerre.

## Jeunesse, Reichswehr noire et NSDAP
Fils d'un ouvrier agricole, Sorge a appris le métier de forgeron. Après avoir terminé son apprentissage, il n'a pas trouvé de travail. Il a acquis sa première expérience politique comme membre de la Reichswehr noire, influencé par son oncle Hermann Weber, qui était également membre de cette armée clandestine. En 1931, il rejoint le NSDAP et les SS. Lors de violents affrontements avec des adversaires du NSDAP dans la région d'Osnabrück, il a gagné le surnom de "Gustav d'acier". Le 2 mai 1933, il participe à l'occupation de la maison des syndicats d'Osnabrück.

## Activité dans les camps de concentration
Dès le début d'octobre 1934, il était Unterscharfuhrer affecté au camp de concentration d'Esterwegen. À partir d'avril 1936, il a reçu une formation supplémentaire à l'Ordensburg Vogelsang et à l'école des cadres de la police de sécurité à Berlin-Charlottenburg. En septembre 1936, a été muté à l'administration centrale de la SS au poste de responsable de la gestion des uniformes.
Il a pris une part active à l'occupation de l'Autriche en mars 1938. En juin 1938, il a été envoyé au camp de concentration de Sachsenhausen en tant que chef de bloc. En raison de son comportement brutal avec les prisonniers, il a été rapidement promu adjoint du chef du rapport et du répartiteur du travail. À ce poste, il a commis de nombreux meurtres et mauvais traitements de prisonniers en particulier de soldats soviétiques. En septembre 1939, il est promu Oberscharführer. Le prisonnier Leon Szalet décrit les accès de colère de Gustav Sorge lors de l'appel nominal dans son rapport Pas de paix pour les méchants :
« Er pflegte mit einem heisernen Kriegsgeschrei zu uns hereinzustürzen, ein irrsinniges Glimmern in seinen Augen, und während der Geifer durch seinen ausgefransten Mund lief, blindlings nach allen Seiten mit seinen Stangen zu stoßen. Das Schlagen dauerte so lange, bis die Mordwaffen in Splittern und Stücken auf dem Boden verstreut waren. Dann war der Höhepunkt seiner wilden Orgie erreicht u. er tänzelte seelenruhig davon, als wäre nichts Ungewöhnliches geschehen. »
« Il avait l'habitude de se précipiter avec un cri de guerre rauque, une lueur folle dans les yeux, et alors que la bave coulait dans sa bouche effilochée, il tapait aveuglément dans toutes les directions avec ses bâtons. Les coups ont continué jusqu'à ce que ces armes soient éclatées en morceaux sur le sol. Puis le point culminant de son orgie sauvage était  atteint et il dansait calmement comme si rien d'inhabituel ne s'était produit. »
À partir d'octobre 1941, il était déjà responsable du rapport et du service du travail. De fin juin 1942 à fin octobre 1942, il a travaillé comme chef de camp dans le camp annexe de Berlin-Lichterfelde. Après son remplacement en tant que chef de camp, Sorge a été muté au service du déploiement central de la main-d'œuvre à Oranienburg à partir de novembre 1942.
Au début de 1943, il a organisé brièvement des travaux dans le nouveau Camp de concentration de Bois-le-Duc. Après son retour à Oranienburg, il a été condamné à trois mois de prison au cours d’enquêtes sur les exactions commises dans les camps de concentration. Au cours de l'été 1943, Sorge fut transféré en Lettonie au Haut SS et au chef de la police d'Ostland et a combattu brièvement contre les partisans. À partir de décembre 1943, il a été directeur du camp de travail de Riga-Spilve, un camp satellite du camp de concentration de Riga-Kaiserwald et du parc de véhicules de l'armée de l'Ostland à Riga. À partir de la fin de janvier 1944, il a été directeur du camp de travail de Dondangen. Plus tard, il a dirigé l'évacuation du camp à l'approche du front oriental et a organisé le transport des prisonniers vers le camp de concentration du Stutthof. À partir de novembre 1944, il a été de nouveau muté dans le camp de concentration de Sachsenhausen et a créé la brigade de construction ferroviaire SS 12 composée de prisonniers pour effectuer des travaux de réparation après les bombardements. Blessé lors d'une attaque aérienne, il a séjourné plusieurs fois à l'hôpital jusqu'à ce qu'il soit hospitalisé à Ratisbonne le 28 avril 1945 et arrêté par l'armée américaine.

## Après la fin de la guerre
Après avoir séjourné dans des camps d'internement, il a réussi à s'échapper à la fin de l'été 1945. Après avoir retrouvé sa famille à Osnabrück, il a déménagé avec eux à Flamersheim et a travaillé dans l'agriculture. Sorge a été à nouveau arrêté le 24 mars 1946 par la police militaire britannique en mars 1946 puis livré à la police militaire soviétique.
Dans le procès de Sachsenhausen, qui a eu lieu du 23 octobre au 1er novembre 1947, il a été accusé de crimes en vertu de la loi n° 10 du Conseil de contrôle. Sorge a été accusé avec d'autres suspects, August Höhn, Kurt Eccarius, Wilhelm Schubert et Fritz Ficker, d'avoir tué plus de 18 000 prisonniers de guerre soviétiques dans le camp de concentration de Sachsenhausen à l'automne 1941.
De plus, Sorge a admis avoir été impliqué dans la fusillade de 25 prisonniers entre décembre 1941 et mai 1942. Sorge a admis qu'il avait sévèrement battu des prisonniers pour les raisons les plus insignifiantes :
« Ich habe persönlich jeden Tag Häftlinge geprügelt und benutzte dabei nicht nur Hände und Füße, sondern auch Stöcke, Bretter, jeden beliebigen schweren Gegenstand. Ich verteilte Schläge aus jedem beliebigen Grund und auch ohne jeglichen Grund: für Husten und für Sprechen im Glied, für ein nicht genügend munteres Aussehen, für das Aufheben eines Stummels am Wege, für Rauchen während der Arbeitszeit oder einfach dafür, weil mir das Gesicht des Häftlings zu ernst erschien. »
« J'ai personnellement frappé des prisonniers tous les jours, en utilisant non seulement les mains et les pieds, mais aussi des bâtons, des planches, tout objet lourd. J'ai donné des coups pour une raison quelconque et même sans raison : pour avoir toussé et pour avoir parlé dans le rang, pour ne pas avoir l'air assez gai, pour avoir ramassé un mégot, pour avoir fumer pendant les heures de travail ou simplement parce que le visage du prisonnier me semblait trop sérieux. »
L'acte d'accusation a conclu que Sorge avait reconnu les crimes allégués. Lors de l'enquête préliminaire et pendant le procès, Sorge a admis toutes les allégations. L'avocat de la défense de Sorge, P. Below, a soutenu  qu'il n'avait travaillé dans le camp de concentration de Sachsenhausen qu'en juin 1942 et n'était pas retourné au camp, que Sorge était arrivé à ces crimes par le mauvais exemple de ses supérieurs et de l'administration du Reich. Dans l'arrêt du 30 octobre 1947, Sorge a été condamné à la réclusion à perpétuité avec travaux forcés obligatoires.

## Emprisonnement au camp pénitentiaire de Vorkuta puis condamnation à Bonn
Sorge a été envoyé au camp de travaux forcés de Vorkuta. Il a été livré à la RFA le 14 janvier 1956. Le 7 février 1956, il a été à nouveau arrêté. Lors du procès devant le tribunal des jurés de Bonn du 13 octobre 1958 au 6 février 1959, il a été inculpé du meurtre de 67 prisonniers. Il a été condamné à la réclusion à perpétuité, entre autres pour le meurtre de Léon Sternbach, l'un des professeurs de Cracovie arrêté et déporté lors de la Sonderaktion de Cracovie. En Sorge est mort en détention en 1978.